# Amar Sonar Bangla
Amar Sonar Bangla is het volkslied van Bangladesh. De tekst is geschreven door Rabindranath Tagore in 1905.

## Tekst

### Origineel
Amar sonar Bangla, Ami tomay bhalo bashi.
Ciradin tomar akas, tomar batas, amar prane
Oma amart prane bajay basi.
Sonar Bangla, Ami tomay bhalo basi.
O ma, Phagune tor amer bane ghrane pagol kare, mari hay, hayre
O ma, Phagune tor amer bane ghrane pagol kare,
O ma, aghrane tor bharakhete ki dekhechi ami ki dekhechi madhur ha si
Sonar Banglaami tomay bhalo basi,
ki sobha, ki chayago ki sneha,
ki mayago ki acal bichayecha
bater myle, nadir kule
Ma, tor mukher baniamar kane lage, sudhar mato, mari hay, hayre
Ma, tor mudher bani amar kane lagem sudhar mato,
Ma, tor badankhani malin hale, ami nayan
O ma, aminayan jale bhasi,
Sonar Banglaami Tomay bhalo basi.:

### Vertaling in het Nederlands
Mijn gouden Bengalen, ik hou van jou.
Voor eeuwig wordt mijn hart zuiver gestemd door jouw hemel, jouw lucht,
Als ware mijn hart een fluit.
In de lente, o moeder van mij, raak ik buiten zinnen van vreugde
door de geur van jouw mangowouden.
Ah,welk een genot!
In de herfst, o moeder van mij,
Wanneer de rijstvelden in volle bloei staan
En zich rondom mij uitstrekken: zoet gelach.
Ah, de schoonheid, de schaduwen, de liefde.
De tederheid!
Welk een prachtige deken strekt zich uit aan de voet van de banyanbomen
En aan de oever van de rivieren!
O, moeder van mij, de woorden die van uw lippen komen
Zijn als nectar voor mijn oren.
Ah, welk een genot!
Als droefenis, o moeder van mij, een schaduw over uw gezicht werpt,
Vullen mijn ogen zich met tranen!
Onafhankelijke staten: Afghanistan · Armenië · Azerbeidzjan · Bahrein · Bangladesh · Bhutan · Brunei · Cambodja · China · Cyprus · Filipijnen · Georgië · India · Indonesië · Irak · Iran · Israël · Japan · Jemen · Jordanië · Kazachstan · Kirgizië · Koeweit · Laos · Libanon · Maldiven · Maleisië · Mongolië · Myanmar · Nepal · Noord-Korea · Oezbekistan · Oman · Oost-Timor · Pakistan · Qatar · Rusland · Saoedi-Arabië · Singapore · Sri Lanka · Syrië · Tadzjikistan · Thailand · Turkije · Turkmenistan · Verenigde Arabische Emiraten · Vietnam · Zuid-Korea
Niet algemeen erkende landen: Abchazië · Nagorno-Karabach · Palestina · Taiwan · Turkse Republiek Noord-Cyprus · Zuid-Ossetië